# MR.デスティニー
『MR.デスティニー』（ミスターデスティニー、Mr. Destiny）は、1990年のアメリカ合衆国のコメディ映画。
監督はジェームズ・オア、出演はジェームズ・ベルーシとリンダ・ハミルトンなど。
20年前の野球の試合で空振りして以来、何をやってもダメな男が魔法のカクテルで人生をやり直す姿を描いている。

## ストーリー
何もかもパッとしない冴えない男ラリー・バロウズは35歳の誕生日を妻エレンに忘れられたばかりか、会社をクビになってしまう。
帰りに何気なく寄ったバーで、20年前の野球の決勝で空振りさえしなければ、もっとマシな人生を送れたはずだったと愚痴る彼に、
バーテンダーのマイクが特製のカクテルを差し出す。
それを飲んだラリーがバーの外に出ると、そこは全く違う世界になっていた。
その世界では、20年前の試合でラリーがホームランを打ったことになっており、それがきっかけで今は会社の会長の娘シンディ・ジョーと結婚し、社長になっていたのだ。
美しい妻と二人の子供に囲まれ大豪邸で暮らす「完璧な人生」を満喫していたラリーだが、厳しく冷酷な社長として社員に嫌われているばかりか、親友クリップとは疎遠、しかも妻だったエレンが別の男と結婚していたことを知る。

## キャスト
※括弧内は日本語吹替
- ラリー・バロウズ: ジェームズ・ベルーシ（谷口節）
- エレン・バロウズ: リンダ・ハミルトン（滝沢久美子）
- ガゼルマン: モーリー・チェイキン（島香裕）
- マイク: マイケル・ケイン（小林修）
- クリップ・メッツラー: ジョン・ロヴィッツ（大塚芳忠）
- ナイルズ・ペンダー: ハート・ボックナー（金尾哲夫）
- シンディ・ジョー: レネ・ルッソ（高畑淳子）
- ジャッキー・アール: ジェイ・O・サンダース（筈見純）
- ジュエル・ジャガー: コートニー・コックス（深見梨加）
- レオ・ハンセン: ビル・マッカチオン（英語版）（沢りつお）
- ボズウェル: ダグラス・シール（丸山詠二）
- ハリー・バロウズ: パット・コーリー（英語版）（亀井三郎）
- ルイス: ダグ・バロン（英語版）（大友龍三郎）

## 作品の評価
Rotten Tomatoesによれば、16件の評論のうち高評価は38%にあたる6件で、平均点は10点満点中4.29点となっている。